# Robby Joachim Götze
Robby Joachim Götze (* 1964) ist ein deutscher Museologe.
Robby Joachim Götze ist seit 1986 im Museum und der Kunstsammlung Schloss Hinterglauchau in der sächsischen Kreisstadt Glauchau tätig, als Kustos speziell für die Kunstsammlung zuständig und neben der Leiterin Wiebke Glöckner maßgeblich an der Herausgabe der neuen Schriftenreihe dieses Museum unter dem Titel „Aus den Sammlungen“ beteiligt.

## Schriften (Auswahl)
- Das Epitaph der Marie Clementine von Schönburg – ein Beispiel neuklassizistischer Grabmalkunst von Hugo Hagen, in: Schriftenreihe Heft 11, Museum und Kunstsammlung Schloss Hinterglauchau, Glauchau, 1999, S. 31.
- Autorenkollektiv, u. a. Helmut Bräuer, Robby Joachim Götze, Steffen Winkler und Wolf-Dieter Röber: Die Schönburger, Wirtschaft, Politik, Kultur. Broschüre zur gleichnamigen Sonderausstellung 1990–91 in Museum und Kunstsammlung Schloss Hinterglauchau. Museum und Kunstsammlung Schloss Hinterglauchau, Glauchau 1990.
- (mit Steffen Winkler und Wolf-Dieter Röber): Glauchau in drei Jahrhunderten. Beiträge zur Stadt- und Schloßgeschichte, Horb am Neckar: Geiger-Verlag, o. J.
- (mit Steffen Winkler): Museum und Kunstsammlung Schloß Hinterglauchau (= Schriftenreihe Museum und Kunstsammlung Schloss Hinterglauchau, 9), Glauchau, 1992.
- Museum und Kunstsammlung. Schloß Hinterglauchau (= Schriftenreihe Museum und Kunstsammlung Schloss Hinterglauchau, 10), Glauchau, 1994.
- Günther Fürst von Schönburg-Waldenburg (1887–1960). Eine Biographie, Glauchau: Museum und Kunstsammlung Schloss Hinterglauchau, 1997.
- Das Epitaph der Marie Clementine von Schönburg – ein Beispiel neuklassizistischer Grabmalkunst von Hugo Hagen, in: Schriftenreihe Heft 11, Museum und Kunstsammlung Schloss Hinterglauchau, Glauchau, 1999, S. 30–36.
- (mit anderen Autoren): Glauchau in drei Jahrhunderten. Beiträge zur Stadt- und Schloßgeschichte. Band 1. Glauchau im 18. Jahrhundert, Horb am Neckar: Geiger-Verlag, 2000.
- Günther Fürst von Schönburg-Waldenburg: eine Bildbiographie, Oberwiera: Artis Causa, 2015.
- Romantik bis Impressionismus, Glauchau: Museum und Kunstsammlung Schloss Hinterglauchau, 2016.
- Sophie Fürstin von Albanien Prinzessin zu Wied Prinzessin von Schönburg-Waldenburg. Eine Bildbiographie. Artis Causa e. V., Waldenburg, 2009.
- Die Sammlung Paul Geipel, 2019.